# Paul Dechamps
Paul Dechamps (* 19. März 1881 Aachen; † 27. April 1966 ebenda) war ein deutscher Textilfabrikant und Kommunalpolitiker in Aachen.

## Leben
Paul Dechamps stammte aus einer alten in Aachen ansässig gewordenen Textilfabrikantenfamilie. Sein aus dem belgischen Goé stammender Großvater Leonhard Dechamps (1803–1857) hatte bereits in der ersten Hälfte des 19. Jahrhunderts eine Tuchfabrik in Aachen gegründet. Pauls Vater Nicolas Dechamps (1842–1911) hatte dann 1872 die väterliche Fabrik in die neue Firma Dechamps & Drouven eingebracht, die ihrerseits 1906 Gesellschafter der neu gegründeten Kammgarnwerke AG in Eupen wurde. 1874 hatte er die Schwester des Teilhabers, Caroline Drouven (1850–1931), geheiratet, Paul war eines von ihren acht Kindern. 
Paul Dechamps absolvierte zunächst die Preußische Höhere Fachschule für Textilindustrie in Aachen und hielt sich danach zu Studien in England auf. Danach gründete er eine eigene Tuchfabrik in Mönchengladbach. Nach dem Ersten Weltkrieg kehrte er nach Aachen zurück, übernahm Ende der 1930er Jahre die Fabrikanlagen der stillgelegten Tuchfabrik C. Nellessen, J. M. Sohn in der Mörgensstraße und gründete dort die Tuchfabrik Dechamps & Merzenich, die er nach den Zerstörungen im Zweiten Weltkrieg wiederaufbaute und weiterführte.
Neben seiner beruflichen Tätigkeit bekleidete er zahlreiche Ehrenämter. Unter anderem war er seit 1929 Stadtverordneter und seit 1933 Ratsherr der Stadt Aachen sowie seit 1938 Mitglied der Handelskammer Aachen und ein Jahr später dort Handelsrichter. Darüber hinaus war Kuratoriumsmitglied der Höheren Fachschule für Textilindustrie, Schatzmeister des Päpstlichen Werkes für Glaubensverbreitung sowie Präsident des TK Kurhaus Aachen.
Dechamps war verheiratet mit Kitty Hermann. Zu seinen Kindern gehörte der ehemalige FAZ-Herausgeber Bruno Dechamps. Paul Dechamps fand seine letzte Ruhestätte im Familiengrab auf dem Aachener Ostfriedhof.